# Sistemi za napajanje računara
Sistem za napajanje računara (engl. Power Supply Unit - PSU) pretvarač je koji od naizmenične struje pravi jednosmernu, slično punjaču za mobilne uređaje. Međutim, ono što ga razlikuje od ostalih „adaptera”, jer ima izlaze na više od jednog napona. Bez obzira na to što se na krajevima „pramena žica” četvrtaste kutije nalazi nekoliko vrsta konektora, svaki od njih može da ima nekoliko napona. Dakle, napajanje računara prevodi naizmeničnu struju na 220 V u jednosmernu struju na tri (tačnije rečeno pet) naponskih nivoa.

## Stepen za konverziju napona
Osnovni deo računarskog napajanja je elektronski sklop koji ima ulogu stepena za konverziju napona. Postoje dva osnovna tipa stepena za konverziju napona: a) linearni (kontinualni) i b) prekidački ili impulsni (switched)
Napajanja prvih PC računara su bila realizovana kao linearni stepen. Ovo električno kolo je jednostavno za implementaciju i sastoji se od transformatora (trafo), Grecovog stepena (usmerač) i naponskog stabilizatora. Ova starija AT napajanja snage 63.5W, davala su napone od +5V i +12V, a bili su dostupni i naponi od -5V i -12V, ali sa manjom snagom. 
Nedostatak ovih napajanja je što su se jako grejala. Kako su se vremenom javljale komponente veće potrošnje (CPU, grafičke karte) i dodavane komponente koje ranije nisu bile predviđene (npr. optički drajvovi, SSD drajvovi itd.), ova napajanja su zamenjena novim, zasnovanim na prekidačkom stepenu. Prekidački izvori su efikasniji, ali i složeniji u odnosu na linearne tipove izvora napajanja. Tipičan koeficijent korisnog dejstva je oko 80%. Upotrebom pouzdanih prekidačkih tranzistora i dobrih filtera, moguće je obezbediti tačnost regulacije napona do 0,01% i nivo talasnosti od 1 mV.
Kod oba stepena za napajanje na početku se nalazi mrežni transformator (trafo) MT, koji snižava mrežni napon na nisku vrednost naizmeničnog napona koji se dalje konvertuje. Napon na sekundaru trafoa se zatim ispravlja u Grec- usmeračkom kolu GR, tako da se iza Greca dobija jednosmerni napon koji se filtrira kondenzatorom Cf. Dobijeni jednosmerni napon je nestabilan i njegova vrednost se menja sa promenama mrežnog napona i sa promenama struje potrošača koji je priključen na izlaz napajanja.

## Elektronski delovi napajanja

### Ulazni (transient) linijski EMI filter
Rad računarskog napajanja zavisi od stabilnosti AC napona koji dolazi na njegov ulaz. Tranzientni EMI filter se nalazi između ulaza napajanja i ostatka elektronskog kola. U njemu se nalazi kombinacija metal-oxide varistora (za zaštitu od prenapona), kondenzatora i zavojnica, radi smanjenja linijskih šumova i interferencije ulaznog AC napona. Takođe štiti PSU od sopstvenih interferencija koje ono unosi pri svom radu.

### Usmeračko kolo
Nalazi se odmah iza ulaznog EMI filtera i vrši AC/DC konverziju. Obično je to diodni most koji se sastoji od četiri snažne usmeračke diode (kod jeftinijih napajanja), mada kod naprednijih napajanja ovih dioda ima više. Najveći broj napajanja koja nemaju aktivno PFC imaju prekidač 120/240V prekidač sa zadnje strane kućišta, i ovaj prekidač je deo usmeračkog kola.

### PWM i PFC kontrolno kolo
Ovo je elektronsko kolo koje kontroliše frekvenciju prekidanja tranzistora koji formiraju izlazne DC napone. Obično je to jedno integrisano kolo koje se sa primarnim prekidačkim tranzistorima povezuje transformatorom ili optokaplerima (radi izolacije kontrolerske elektronike od samih tranzistora). 
PWM kontrolerska elektronika se kod naprednijih napajanja nalazi na posebnoj ploči (doughterboard) koja je direktno “zalemljena” za glavnu elektronsku ploču napajanja. Na istoj ploči se kod nekih napajanja nalazi i PFC elektronika za korekciju faktora snage.

## Napajanja velike efikasnosti
Sve više proizvođača proizvodi visokoefikasna napajanja za desktop računare i servere, čiji faktor korisnog dejstva prelazi 80%. Uglavnom se i dalje rasipa 20-30% električne energije zbog neefikasnih napajanja (toplotni gubici, rad ventilatora i ostalog). 
Tendencija prelaska glavnih potrošača u računaru na +12V liniju ide u prilog tom cilju, kao i težnja organizacije koja okuplja proizvođače i sertifikuje napajanja koja zadovoljavaju pomenuti uslov. Ova organizacija dodeljuje napajanjima nekoliko oznaka za efikasnost pri 100% opterećenju: bela za 80% efikasnosti, bronzana za 81%, srebrna za 85%, zlatna za 88% efikasnosti i platinasta za 91% efikasnosti. Najviše sertifikovanih napajanja imaju kompanije BeQuiet, Chanell Well Techologies, Chieftec, Cooler Master, Dell, HP, Seasonic, Sparkle Power i Thermaltake.

## Modularna napajanja
Modularna napajanja su napajanja novijeg datuma koja imaju izmenljive kablove. Kablovi se isporučuju zasebno sa konektorima na oba kraja. U pakovanju se obično dobija dovoljan broj različitih standardnih modularnih kablova. Prednost modularnih napajanja je što se mogu po potrebi dodavati samo oni kablovi koji su u datom trenutku zaista potrebni za povezivanje grafičke karte, optičkih drajvova, ili drugih kartica. Ova napajanja imaju više +12V linija na koje po potrebi i u zavisnosti od hardvera dodajemo šta i koliko je potrebno od komponenti, čime se smanjuje gužva kablova u kućištu i omogućen je lakši cable management.

## Spoljašnje veze
- How PC Power Supplies Work
- Website with Information & Research on Active Mode Power Supply Efficiency
- How to Buy an Energy-Efficient Power Supply
- PC Repair and Maintenance: In-depth Look at Power Supply
- How to Discover Your Power Supply Real Manufacturer
- How Much Power Can a Generic 500 W Power Supply Really Deliver?
- Everything You Need To Know About Power Supplies
- What is power supply for computers?
- Various power supply cables and connectors
- Power supply sizes, connectors and certifications, and test procedures